# Afzelia africana
Afzelia africana es una especie de árbol de la familia de las fabáceas. Se encuentran en Benín, Burkina Faso, Camerún, República Centroafricana, Chad, la República Democrática del Congo, Costa de Marfil, Ghana, Guinea, Guinea-Bisáu, Malí, Níger, Nigeria, Senegal, Sierra Leona, Sudán, Togo y Uganda. Su nombre comercial más usado es Doussie, el nombre procede de Camerún y abarca a varias Afzelias madereras.

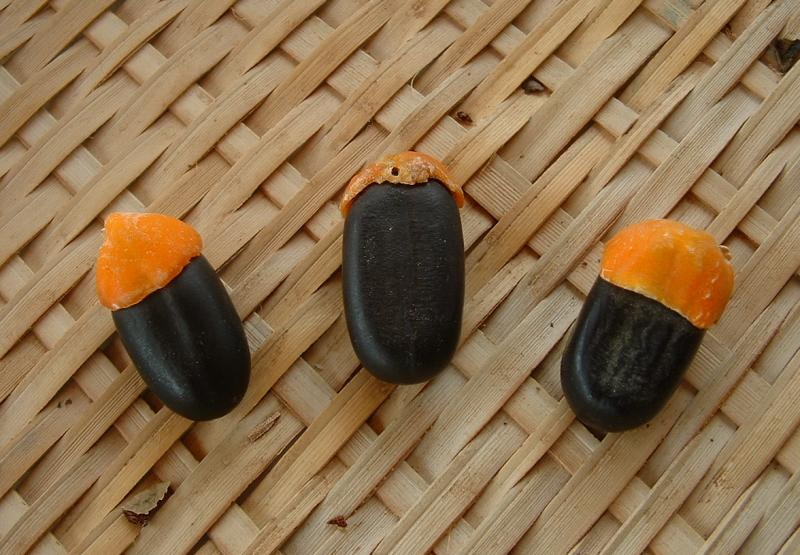
Semillas

## Descripción y usos
Los árboles maduros alcanzan entre 6 y 20 m de altura. Son apreciados por su madera de calidad, su corteza, que tiene muchos usos medicinales, y sus hojas ricas en nitrógeno que enriquecen el suelo.
Su madera fue usada antiguamente para la construcción naval. Se ha encontrado un barco del siglo IX hundido frente a la isla de Belitung (Indonesia) cuyo casco estaba hecho de madera de Afzelia africana. Tiene la fibra recta y grano mediano. Posee depósitos amarillos en las vetas que pueden dar lugar a manchas. Necesita potencia elevada al serrar. Presenta contramalla que dificulta su mecanizado. Peso específico: 0,750. Se acaba bien pero requiere tapaporos. Su durabilidad es excelente y resiste a los lyctus. Se impregna mal. Se usa para mobiliario, carpintería de exterior e interior, ebanistería, puentes, cubas y productos químicos. Excelente para parqué.

## Hábitat
Se encuentra entre las rocas en los bosques con Combretum collinum, Combretum molle y Annona senegalensis, en las laderas rocosas, roca desnuda, praderas arboladas; barrancos, grandes bancos del río, bosque de galería, también en la tierra seca; suelos aluviales; grietas y en los bosques húmedos, etc ..

## Taxonomía
Afzelia africana fue descrita por James Edward Smith  y publicado en Transactions of the Linnean Society of London 4: 221. 1798.
Sinonimia* Intsia africana (Sm. ex Pers.) Kuntze (1891)
- Pahudia africana (Sm. ex Pers.) Prain[6]